# Bruno Silva (wielrenner)
Bruno Duarte Ferreira Silva (Valongo, 17 mei 1988) is een Portugees wielrenner die sinds 2022 rijdt voor Tavfer-Mortágua-Ovos Matinados.

## Carrière
In 2011, zijn eerste jaar bij LA-Antarte, werd Silva onder meer derde in de proloog van de Ronde van Portugal. Na twaalf etappes eindigde hij op de zestiende plek in het algemeen klassement.
Silva is een klimmer en heeft enkel bergklassementen als professionele overwinningen op zijn naam staan.

## Belangrijkste overwinningen

### Weg
2013
Bergklassement Trofeo Joaquim Agostinho
2015
Bergklassement Ronde van Portugal
2019
Bergklassement Ronde van Castilië en León
2024
Bergklassement Trofeo Joaquim Agostinho

### Veldrijden

#### Resultatentabel elite
| Seizoen |    | WK | EK | PK     |    | Klassementen | Klassementen | Klassementen | Klassementen | Klassementen |       | UCI- ranking |  | Podia | Podia | Podia | Aantal crossen |
| Seizoen | WB | WK | EK | PK     | SP | Trofee       | TOI          | Swiss        | Goud         | Zilver       | Brons | UCI- ranking |  |       |       |       | Aantal crossen |
| ------- | -- | -- | -- | ------ | -- | ------------ | ------------ | ------------ | ------------ | ------------ | ----- | ------------ |  | ----- | ----- | ----- | -------------- |
| 2024-25 |    |    |    | Zilver |    |              |              |              |              |              |       |              |  | -     | 1     | 1     | 1              |
| Totaal  |    | –  | –  | -      |    | –            | –            | –            | –            | –            |       | –            |  | -     | -     | 1     | 1              |

#### Podiumplaatsen elite
| Legenda                       |
| ----------------------------- |
| Wereldkampioenschappen        |
| Continentale kampioenschappen |
| Nationale kampioenschappen    |
| Wereldbeker                   |
| Superprestige                 |
| Trofee                        |
| Overige veldritten            |

| Nr.           | Seizoen       | Datum           | Veldrit                                         | Cat.          | Wedstrijdserie                     |               |
| Overwinningen | Overwinningen | Overwinningen   | Overwinningen                                   | Overwinningen | Overwinningen                      | Overwinningen |
| 2e plaatsen   | 2e plaatsen   | 2e plaatsen     | 2e plaatsen                                     | 2e plaatsen   | 2e plaatsen                        | 2e plaatsen   |
| ------------- | ------------- | --------------- | ----------------------------------------------- | ------------- | ---------------------------------- | ------------- |
| 1.            | 2024-25       | 12 januari 2025 | Portugees Kampioenschap Veldrijden, Santo Tirso | CN            | Portugees Kampioenschap Veldrijden | [ 1 ]         |
| 3e plaatsen   |               |                 |                                                 |               |                                    |               |
| 1.            | 2024-25       | 20 oktober 2024 | Ciclocrosse Internacional De Vouzela, Vouzela   | C2            | Overige                            | [ 2 ]         |

## Ploegen
- 2011 –  LA-Antarte
- 2012 –  LA Aluminios-Antarte
- 2013 –  LA Aluminios-Antarte
- 2014 –  Efapel-Glassdrive
- 2015 –  LA Aluminios-Antarte
- 2016 –  LA Aluminios-Antarte
- 2017 –  Efapel
- 2018 –  Efapel
- 2019 –  Efapel
- 2020 –  L.A. Aluminios-L.A. Sport
- 2021 –  Antarte Feirense
- 2022 –  Tavfer-Mortágua-Ovos Matinados
- 2023 –  Tavfer-Mortágua-Ovos Matinados
- 2024 –  Tavfer-Mortágua-Ovos Matinados
- 2025 –  Tavfer-Mortágua-Ovos Matinados

Arroyo · Casimiro · del Pino · Jurado · Mestre · P. Paulinho · S. Paulinho · B. Silva · R. Silva